# Frota Combinada
A Frota Combinada (聯合艦隊, Rengō Kantai) era a principal força naval da Marinha Imperial Japonesa (MIJ). Até 1933, a Frota Combinada não era uma organização permanente, mas uma força temporária reunida durante um conflito ou manobras militares variadas, sob comandos separados em tempos de paz. Durante a Guerra do Pacífico, participaram de várias combates navais, como a Batalha de Midway, do Golfo de Leyte, do Mar das Filipinas, das campanhas nas Ilhas Salomão, nas Ilhas Marianas e Palau, e na Operação Ten-Go.

## História

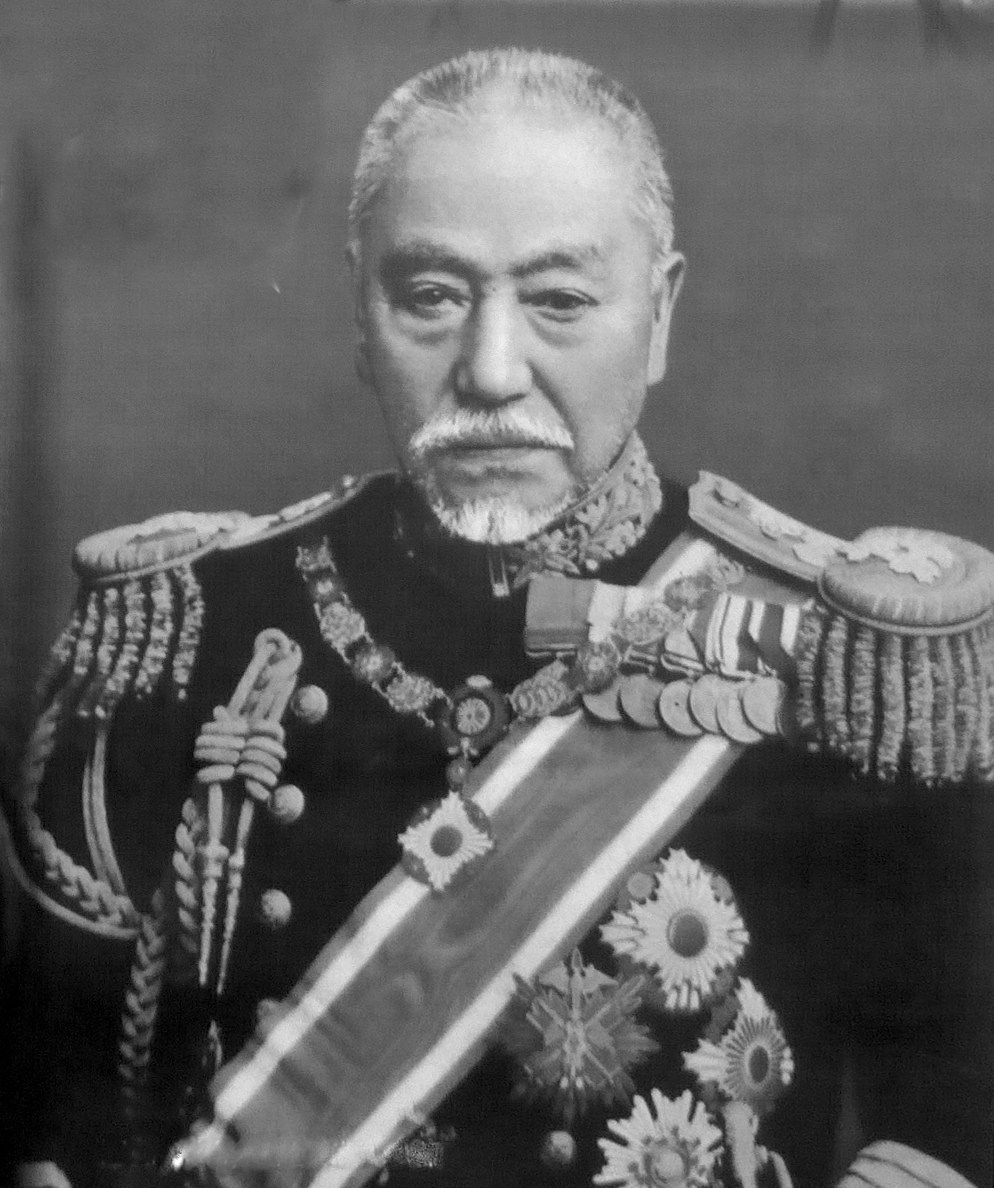
Almirante Tōgō Heihachirō, comandante-chefe da Frota Combinada durante a Guerra Russo-Japonesa.

### Guerra Sino-Japonesa (1894-95)
A Frota Combinada foi formalmente criada pela primeira vez em 18 de julho de 1894 pela fusão da Frota Permanente e da Frota Ocidental. A Frota Permanente (também conhecida como Frota de Prontidão) continha os navios de guerra mais modernos e capazes de combate da Marinha. A Frota Ocidental era uma força de reserva consistindo principalmente de navios obsoletos considerados inadequados para operações de combate na linha de frente, mas ainda adequados para proteção comercial e defesa costeira. O vice-almirante Itō Sukeyuki foi nomeado o primeiro Comandante-em-Chefe da Frota Combinada durante a primeira Guerra Sino-Japonesa contra a China.

### Guerra Russo-Japonesa (1904–05)
A Frota Combinada foi reformada durante a Guerra Russo-Japonesa de 1904–05 para fornecer um comando geral unificado para as três frotas separadas da Marinha Imperial Japonesa. A 1ª Frota do MIJ era a principal força do encouraçado, que formava a espinha dorsal da marinha e se destinava a ser usada em um confronto tradicional de linha de batalha com uma frota de encouraçado inimiga equivalente (kantai kessen). A 2ª Frota do MIJ foi uma força de ataque rápida e móvel com cruzadores blindados e cruzadores protegidos. A 3ª Frota MIJ era principalmente uma frota de reserva de navios obsoletos considerados muito fracos para o serviço de combate na linha de frente, mas que ainda podiam ser usados na operação de bloqueio de Port Arthur. O almirante Tōgō Heihachirō foi comandante-em-chefe da Frota Combinada durante a Guerra Russo-Japonesa.

### Anos entre guerras
A Frota Combinada não foi mantida como uma organização permanente, mas foi criada temporariamente quando necessário durante as manobras da frota ou quando solicitada por circunstâncias extraordinárias. Assim, durante o período de 1905 a 1924, a Frota Combinada foi criada apenas esporadicamente conforme a ocasião ou as circunstâncias exigiam, e dissolvida imediatamente depois.
Em 1924, a Marinha Imperial Japonesa declarou em um edital sobre a organização da frota que "por enquanto" a Frota Combinada seria uma organização permanente consistindo na 1ª Frota MIJ e na 2ª Frota MIJ. Uma vez que não se pretendia "permanente" e uma vez que o comandante da 1ª Frota do MIJ dirigia concomitantemente a Frota Combinada, a Frota Combinada não recebeu um quartel-general próprio.
A partir de 1933, com o Incidente da Manchúria e a crescente tensão com a China, foi estabelecido um quadro permanente de QG para a Frota Combinada. No final da década de 1930, incluía a maioria dos navios de guerra do Japão - apenas as unidades de base, as Forças Navais Especiais de Desembarque e a Frota de Área da China estavam fora da Frota Combinada.

### Segunda Guerra Mundial
A Frota Combinada ficou sob o comando direto do Quartel General Imperial em 1937. Com o início da Guerra do Pacífico com o ataque a Pearl Harbor realizado por Kido Butai (1ª Frota Aérea) da Frota Combinada, a Frota Combinada tornou-se quase sinônimo de Marinha Imperial Japonesa. Ele compreendia os encouraçados, porta-aviões, aeronaves e os componentes que constituíam a principal força de combate do MIJ. Foi inicialmente mobilizado como um todo para a Batalha de Midway. Após as perdas devastadoras de transportadores em Midway e na campanha das Ilhas Salomão, a marinha foi reorganizada em uma série de "Frotas de Área" para controle operacional local de várias zonas geográficas. A Frota Combinada então evoluiu para uma organização mais administrativa.
À medida que a situação de guerra se deteriorava para os japoneses e os territórios controlados pelas "Frotas de Área" caíam um após o outro para a Marinha dos Estados Unidos, o Quartel-General Imperial e o Estado-Maior da Marinha Imperial Japonesa agiram para forçar a frota americana a uma "batalha decisiva "nas Filipinas, de acordo com a filosofia kantai kessen. Na batalha resultante do Mar das Filipinas e na Batalha do Golfo de Leyte, a frota japonesa foi severamente avariada. Os remanescentes da Frota Combinada fugiram para Okinawa, mas as operações posteriores foram prejudicadas pela falta de combustível e cobertura aérea. No momento da missão suicida final do encouraçado Yamato na Operação Ten-Go, Frota Combinada deixou de existir como uma força de combate eficaz.

## Comandante-em-chefe (司令 長官,Shireichōkan)
| No. | Comandante em Chefe | Tomou posse            | Exonerado              | Tempo            |
| --- | --- | ---------------------- | ---------------------- | ---------------- |
| 1   | Vice-almirante Itō Sukeyuki 伊藤 雋 吉(1843–1914)                                                                        | 18 de julho de 1894    | 11 de maio de 1895     | 297 dias         |
| 2   | Vice-almirante Arichi Shinanojō 有 地 品 之 允(1843–1919)                                                                | 11 de maio de 1895     | 16 de novembro de 1895 | 189 dias         |
| 3   | Vice-almirante (quando nomeado) Almirante (a partir de 6 de junho de 1904) Tōgō Heihachirō東 郷 平 八郎(1848–1934)       | 28 de dezembro de 1903 | 20 de dezembro de 1905 | 1 ano, 357 dias  |
| 4   | Vice-almirante Barão Ijūin Gorō 伊 集 院 五郎(1852–1921)                                                                 | 8 de outubro de 1908   | 20 de novembro de 1908 | 43 dias          |
| 5   | Vice-almirante Yoshimatsu Shigetarō [ ja ] 吉松茂 太郎(1859–1935)                                                        | 1 de novembro de 1915  | 13 de dezembro de 1915 | 42 dias          |
| (5) | Vice-almirante Yoshimatsu Shigetarō [ ja ] 吉松茂 太郎(1859–1935)                                                        | 1 de setembro de 1916  | 14 de outubro de 1916  | 43 dias          |
| (5) | Almirante Yoshimatsu Shigetarō [ ja ] 吉松茂 太郎(1859–1935)                                                             | 1 de outubro de 1917   | 22 de outubro de 1917  | 21 dias          |
| 6   | Almirante Yamashita Gentarō 山下 源 太郎(1863–1931)                                                                      | 1 de setembro de 1918  | 15 de outubro de 1918  | 44 dias          |
| (6) | Almirante Yamashita Gentarō 山下 源 太郎(1863–1931)                                                                      | 1 de junho de 1919     | 28 de outubro de 1919  | 149 dias         |
| 7   | Almirante Yamaya Tanin 山 屋 他人(1866–1940)                                                                             | 1 de maio de 1920      | 24 de agosto de 1920   | 115 dias         |
| 8   | Almirante Tochinai Sojirō [ ja ] 栃 内 曽 次郎(1866–1932)                                                                | 24 de agosto de 1920   | 31 de outubro de 1920  | 68 dias          |
| (8) | Almirante Tochinai Sojirō [ ja ] 栃 内 曽 次郎(1866–1932)                                                                | 1 de maio de 1921      | 31 de outubro de 1921  | 183 dias         |
| 9   | Vice-almirante (quando nomeado) almirante (a partir de 3 de agosto de 1923) Takeshita Isamu竹 下 勇(1870–1949)           | 1 de dezembro de 1922  | 27 de janeiro de 1924  | 1 ano, 57 dias   |
| 10  | Almirante Suzuki Kantarō 鈴木 貫 太郎(1868–1948)                                                                         | 27 de janeiro de 1924  | 1 de dezembro de 1924  | 309 dias         |
| 11  | Almirante Okada Keisuke 岡田 啓 介(1868–1952)                                                                            | 1 de dezembro de 1924  | 10 de dezembro de 1926 | 2 anos, 9 dias   |
| 12  | Vice-almirante (quando nomeado) almirante (a partir de 1 de abril de 1927) Katō Hiroharu加藤 寛 治(1870–1939)            | 10 de dezembro de 1926 | 10 de dezembro de 1928 | 2 anos, 0 dias   |
| 13  | Almirante Taniguchi Naomi [ ja ] 谷口 尚 真(1870–1941)                                                                   | 10 de dezembro de 1928 | 11 de novembro de 1929 | 336 dias         |
| 14  | Vice-almirante (quando nomeado) Almirante (a partir de 1 de março de 1931) Yamamoto Eisuke [ ja ] 山 本 英 輔(1876–1962) | 11 de novembro de 1929 | 1 de dezembro de 1931  | 2 anos, 20 dias  |
| 15  | Vice-almirante (quando nomeado) Almirante (a partir de 1 de abril de 1933) Kobayashi Seizō小林 躋 造(1877–1962)          | 1 de dezembro de 1931  | 15 de novembro de 1933 | 1 ano, 349 dias  |
| 16  | Vice-almirante (quando nomeado) Almirante (a partir de 30 de março de 1934) Suetsugu Nobumasa末 次 信 正(1880–1944)      | 15 de novembro de 1933 | 15 de novembro de 1934 | 1 ano, 0 dias    |
| 17  | Vice-almirante (quando nomeado) Almirante (a partir de 1 de abril de 1936) Takahashi Sankichi高橋 三 吉(1882–1966)       | 15 de novembro de 1934 | 1 de dezembro de 1936  | 2 anos, 16 dias  |
| 18  | Vice-almirante Yonai Mitsumasa 米 内 光 政(1880–1948)                                                                    | 1 de dezembro de 1936  | 2 de fevereiro de 1937 | 62 dias          |
| 19  | Almirante Nagano Osami 永 野 修身(1880–1947)                                                                             | 2 de fevereiro de 1937 | 1 de dezembro de 1937  | 302 dias         |
| 20  | Vice-almirante Yoshida Zengo 吉 田善吾(1885–1966)                                                                        | 1 de dezembro de 1937  | 30 de agosto de 1939   | 1 ano, 272 dias  |
| 21  | Vice-almirante (quando nomeado) almirante (a partir de 15 de novembro de 1940) Yamamoto Isoroku山本五十六(1884–1943)     | 30 de agosto de 1939   | 18 de abril de 1943 †  | 3 anos, 231 dias |
| 22  | Almirante Koga Mine'ichi 古 賀 峯 一(1885–1944)                                                                          | 21 de maio de 1943     | 31 de março de 1944 †  | 315 dias         |
| 23  | Almirante Toyoda Soemu 豊 田 副 武(1885–1957)                                                                            | 3 de maio de 1944      | 29 de maio de 1945     | 1 ano, 26 dias   |
| 24  | Vice-almirante Ozawa Jisaburō 小 沢 治 三郎(1886–1966)                                                                   | 29 de maio de 1945     | 10 de outubro de 1945  | 134 dias         |

## Chefe do Estado Maior (参謀長,Sanbōchō)
| No.  | Chefe de Gabinete                                                    | Tomou posse             | Exonerado                 | Tempo           |
| ---- | -------------------------------------------------------------------- | ----------------------- | ------------------------- | --------------- |
| 1    | Capitão Samejima Kazunori 鮫 島 員 規(1845–1910)                     | 19 de julho de 1894     | 17 de dezembro de 1894    | 151 dias        |
| 2    | Capitão Dewa Shigetō 出 羽 重 遠(1856–1930)                          | 17 de dezembro de 1894  | 25 de julho de 1895       | 220 dias        |
| 3    | Capitão Kamimura Hikonojō 上 村 彦 之 丞(1849–1916)                  | 25 de julho de 1895     | 16 de novembro de 1895    | 114 dias        |
| 4    | Capitão Shimamura Hayao 島村 速 雄(1858–1923)                        | 28 de dezembro de 1903  | 12 de janeiro de 1905     | 1 ano, 15 dias  |
| 5    | Contra-almirante Katō Tomosaburō 加藤 友 三郎(1861–1923)             | 12 de janeiro de 1905   | 20 de dezembro de 1905    | 342 dias        |
| 6    | Capitão Yamashita Gentarō 山下 源 太郎(1863–1931)                    | 8 de outubro de 1908    | 20 de novembro de 1908    | 43 dias         |
| 7    | Contra-almirante Yamanaka Shibakichi [ ja ] 山 中 柴 吉(1870–1941)   | 1 de novembro de 1915   | 13 de dezembro de 1915    | 42 dias         |
| 8    | Vice-almirante Horiuchi Saburō [ ja ] 堀 内 三郎(1869–1933)          | 1 de setembro de 1916   | 14 de outubro de 1916     | 43 dias         |
| (8)  | Vice-almirante Horiuchi Saburō [ ja ] 堀 内 三郎(1869–1933)          | 1 de outubro de 1917    | 22 de outubro de 1917     | 21 dias         |
| 9    | Contra-almirante Saitō Hanroku [ ja ] 斎 藤 半 六(1869–1952)         | 1 de setembro de 1918   | 15 de outubro de 1918     | 44 dias         |
| 10   | Contra-almirante Funakoshi Kajishirō [ ja ] 舟 越 楫 四郎(1870–1962) | 1 de junho de 1919      | 28 de outubro de 1919     | 149 dias        |
| 11   | Contra-almirante Yoshioka Hansaku [ ja ] 吉岡範 策(1869–1930)        | 1 de maio de 1920       | 31 de outubro de 1920     | 183 dias        |
| (11) | Contra-almirante Yoshioka Hansaku [ ja ] 吉岡範 策(1869–1930)        | 1 de maio de 1921       | 31 de outubro de 1921     | 183 dias        |
| 12   | Contra-almirante Shirane Kumazō [ ja ] 白 根 熊 三(1876–1939)        | 1 de dezembro de 1922   | 1 de dezembro de 1923     | 1 ano, 0 dias   |
| 13   | Contra-almirante Kabayama Kanari [ ja ] 樺 山 可 也(1876–1932)       | 1 de dezembro de 1923   | 10 de novembro de 1924    | 345 dias        |
| 14   | Capitão Hara Kanjirō [ ja ] 原 敢 二郎(1880–1948)                    | 10 de novembro de 1924  | 1 de dezembro de 1925     | 1 ano, 21 dias  |
| 15   | Contra-almirante Ōminato Naotarō [ ja ] 大 湊 直 太郎(1879–1958)     | 1 de dezembro de 1925   | 1 de novembro de 1926     | 335 dias        |
| 16   | Contra-almirante Takahashi Sankichi 高橋 三 吉(1882–1966)            | 1 de novembro de 1926   | 1 de dezembro de 1927     | 1 ano, 30 dias  |
| 17   | Contra-almirante Hamano Eijirō [ ja ] 濱 野 英 次郎(1880–1952)       | 1 de dezembro de 1927   | 10 de dezembro de 1928    | 1 ano, 9 dias   |
| 18   | Contra-almirante Terajima Ken [ ja ] 寺 島 健(1882–1972)             | 10 de dezembro de 1928  | 30 de outubro de 1929     | 324 dias        |
| 19   | Contra-almirante Shiozawa Kōichi 塩 沢 幸 一(1881–1943)              | 30 de outubro de 1929   | 1 de dezembro de 1930     | 1 ano, 32 dias  |
| 20   | Contra-almirante Shimada Shigetarō 嶋 田 繁 太郎(1883–1976)          | 1 de dezembro de 1930   | 1 de dezembro de 1931     | 1 ano, 0 dias   |
| 21   | Contra-almirante Yoshida Zengo 吉 田善吾(1885–1966)                  | 1 de dezembro de 1931   | 15 de setembro de 1933    | 1 ano, 288 dias |
| 22   | Contra-almirante Toyoda Soemu 豊 田 副 武(1885–1957)                 | 15 de setembro de 1933  | 15 de março de 1935       | 1 ano, 181 dias |
| 23   | Contra-almirante Kondō Nobutake 近藤 信 竹(1886–1953)                | 15 de março de 1935     | 15 de novembro de 1935    | 245 dias        |
| 24   | Contra-almirante Nomura Naokuni 野村 直 邦(1885–1973)                | 15 de novembro de 1935  | 16 de novembro de 1936    | 1 ano, 1 dia    |
| 25   | Contra-almirante Iwashita Yasutarō [ ja ] 岩 下 保 太郎(1887–1937)   | 16 de novembro de 1936  | 18 de fevereiro de 1937 † | 94 dias         |
| 26   | Contra-almirante Ozawa Jisaburō 小 沢 治 三郎(1886–1966)             | 18 de fevereiro de 1937 | 15 de novembro de 1937    | 270 dias        |
| 27   | Contra-almirante Takahashi Ibō 高橋 伊 望(1888–1947)                 | 15 de novembro de 1937  | 5 de novembro de 1939     | 1 ano, 355 dias |
| 28   | Capitão Fukudome Shigeru 福 留 繁(1891–1971)                         | 5 de novembro de 1939   | 10 de abril de 1941       | 1 ano, 156 dias |
| 29   | Capitão Itō Seiichi 伊藤 整 一(1890–1945)                            | 10 de abril de 1941     | 11 de agosto de 1941      | 123 dias        |
| 30   | Capitão Ugaki Matome 宇 垣 纏(1890–1945)                             | 11 de agosto de 1941    | 22 de maio de 1943        | 1 ano, 284 dias |
| 31   | Vice-almirante Fukudome Shigeru 福 留 繁(1891–1971)                  | 22 de maio de 1943      | 6 de abril de 1944        | 320 dias        |
| 32   | Contra-almirante Kusaka Ryūnosuke 草 鹿 龍之介(1893–1971)            | 6 de abril de 1944      | 24 de junho de 1945       | 1 ano, 79 dias  |
| 33   | Contra-almirante Yano Shikazō [ ja ] 矢野 志 加 三(1893–1966)        | 24 de junho de 1945     | 25 de setembro de 1945    | 93 dias         |